# Киевский театр оперы и балета для детей и юношества
Киевский муниципальный академический театр оперы и балета для детей и юношества  (укр. Київський театр опери та балету для дітей та юнацтва) — театр в Киеве был создан в 1982 году под названием Государственный детский музыкальный театр. Театр стал первым (и пока единственным) на Украине и вторым в мире подобного профиля.
1 февраля 1985 театр открылся оперой «Зима и Весна» выдающегося украинского композитора Николая Лысенко.
1998 года театр получил собственное помещение по ул. Межигорской, 2 (Подол) и получил название Киевский государственный музыкальный театр для детей и юношества. В 2002 году за выдающиеся заслуги в развитии искусства и по случаю 20-летия театра был предоставлен статус академического. С 2005 года название театра — Киевский муниципальный академический театр оперы и балета для детей и юношества.
Театром по постановке более 100 спектаклей, из них 40 поставлено впервые. Театр ежемесячно показывает от 20 до 25 спектаклей. В репертуаре театра — оперы, балеты, мюзиклы, музыкальные сказки, симфонические и вокально-симфонические программы и концерты. В составе коллектива — оперная и балетная труппы, симфонический оркестр, хор.
С 2009 года в состав театра входит труппа «КИЕВ МОДЕРН-БАЛЕТ», возглавляемая балетмейстером Раду Поклитару.

## Награды и премии
Создателям спектакля «Ловушка для ведьмы» композитору И. Щербакову и режиссёру-постановщику М. Мерзликину присуждена Национальная премия Украины имени Тараса Шевченко в номинации «за лучшее произведение для детей и юношества» (1999). Театральная премия «Киевская пектораль» присуждена спектаклям «Как казаки змея укрощали» (2002), «Кащей бессмертный» (2003), «Маугли» (2004), «Белоснежка и семь гномов» (2007), «Груди Тиресия» (2011).